# 阿玛莉·冯·莱韦措

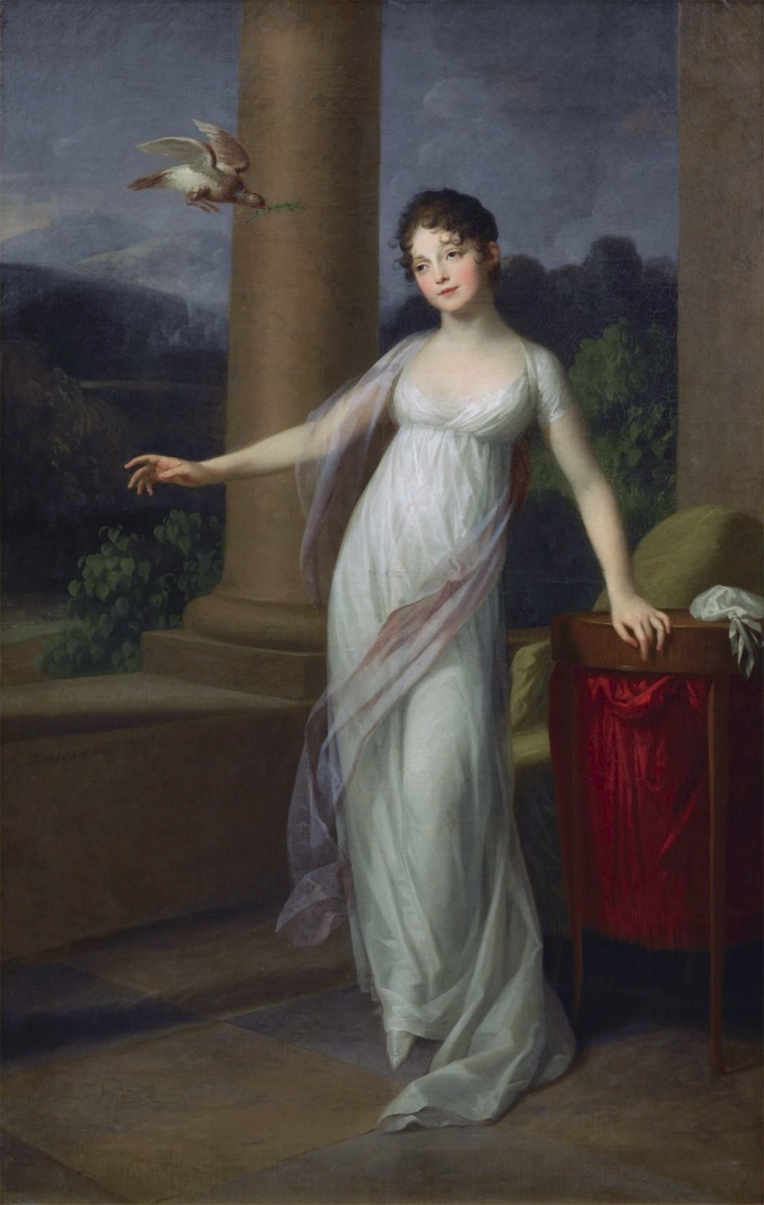
1803年肖像，约翰·弗里德里希·奥古斯特·蒂施贝因绘，法兰克福歌德故居

阿玛莉·冯·莱韦措（德語：Amalie Theodore Caroline von Levetzow）娘家姓冯·布勒西格克（von Brösigke）（1788年—1868年）是一位德国贵族妇女。

## 生平
阿玛莉原名阿玛莉·冯·布勒西格克，是弗里德里希·约翰·冯·布勒西格克（1765-1841 年）的獨生女，弗里德里希來自勃蘭登堡，是普魯士國王腓特烈大帝的教子。
在出售他的在萨克森勒布尼茨的莊園後，她的父親和他的家人搬到了波西米亞的玛丽恩巴德。在那裡他管理著自己建造的旅館，並使其成為溫泉小鎮的頂級住址之一。 後來酒店更名為魏瑪酒店。
1803年，她嫁给了约阿希姆·奥托·乌尔里希·冯·莱韦措（1777年3月25日—1843年1月28日） 这一年早些时候，约翰·弗里德里希·奥古斯特·蒂施贝因为她作画。 她和约阿希姆有两个女儿，乌尔丽克·冯·莱韦措和阿玛莉亚（或阿梅莉）, 后来这对夫妇离婚。然后她嫁给了他的堂弟弗里德里希·卡尔·乌尔里希·冯·莱韦措，后者在滑铁卢战役中阵亡。她和弗里德里希有一个孩子，伯塔。
在1821年、1822年和1823年，她和孩子们住在玛丽亚温泉市，在那里她每天与72岁的约翰·沃尔夫冈·冯·歌德见面。他们成了朋友，歌德爱上了当时只有17岁的乌尔丽克，向母亲阿玛莉提亲。萨克森-魏玛-艾森纳赫大公卡尔·奥古斯特会见阿玛莉，表达对歌德的支持。她觉得自己无法拒绝大公，但她表示任何最终决定都必须由乌尔丽克做出。她始终未向乌尔丽克提起过这项求婚。而乌尔丽克终身未婚。 歌德在《玛丽亚温泉哀歌》中描述了这种情况。
1843年，阿玛莉第三次结婚，对象是奥地利帝国宫廷财务府主席、波西米亚贵族弗兰兹·冯·克莱贝尔斯伯格伯爵（1774年7月24日-1857年12月28日）。 他死后，她继承了他在蒂布利茨的产业并在那里去世，后将财产留给了乌尔丽克。